# Ali Kemal Denizci
Ali Kemal Denizci (1 de març de 1950) és un exfutbolista turc de la dècada de 1970.
Fou 27 cops internacional amb la selecció turca.
Pel que fa a clubs, defensà els colors de Trabzonspor, Fenerbahçe SK i Beşiktaş.
El seu germà Osman Denizci també fou futbolista.

## Palmarès
Trabzonspor
- Süper Lig (2): 1975-76, 1976-77
- Copa turca de futbol (2): 1976-77, 1977-78
- Supercopa turca de futbol (3): 1976, 1977, 1978

Fenerbahçe
- Copa turca de futbol (1): 1978-79
- Copa de l'Associació d'Escriptors d'Esports Turcs (3): 1979, 1980, 1981

Beşiktaş
- Süper Lig (1): 1981-82